# 輕裝甲機動車
輕裝甲機動車(日语: 軽装甲機動車）是陸上自衛隊普通科配備的輕裝甲車輛。2002年（平成14年）服役。
陸上自衛隊伊拉克重建派遣時大量使用也被外界注意。軍中也有用(Light Armoured Vehicle)英文縮寫暱稱「LAV」。

## 概要
日本防衛廳技術研究本部和小松製作所聯合開發量產。現在已經配備機械化第2師團・第7師團；以外的所有普通科部隊也都加速裝備中，平成14年服役以來毎年年間生產數約100輛以上。2004年（平成16年）度有157輛、2005年（平成17年）度160輛、2006年（平成18年）度180輛，而且航空自衛隊基地警備部隊向2004年也開始導入，平成17年度8輛、平成18年度8輛等少量導入。生產總量平成18年度到達（含預定）904輛。平成19年度預計173輛生產，今後將逐年大量生產。所有航空自衛隊和陸上自衛隊服役的車輛都漆成OD色單色塗裝。
伊拉克重建派遣車上繪有日本國旗和英語及阿拉伯語的「Japan」字樣。塗裝還是採用綠色迷彩OD色單色，和其他國家的沙漠迷彩有所不同，因為派遣部隊主要是治安維持目的和人道重建支援活動部隊為主，避免成為武裝勢力攻擊對象。日本國內用的車輛則沒有國旗標示。
本車外型很像聯合國維和部隊中的法國製VBL裝甲車（Vehicule Blinde Leger），但是陸上自衛隊派遣隊都在萨玛沃地區活動，所以許多駕駛VBL的瑞士和荷蘭士兵從事活動時常被誤認為日本兵，實屬誤解。
2004年（平成16年）田宮模型推出伊拉克派遣型的1/35玩具模型、國外也有許多玩具產品。火柴盒小汽車2006年也發售遙控車玩具的版本。

## 特徵

### 車体
- 戰鬥重量= 5.5噸
- 斜坡能力=60%
- 製造：小松製作所

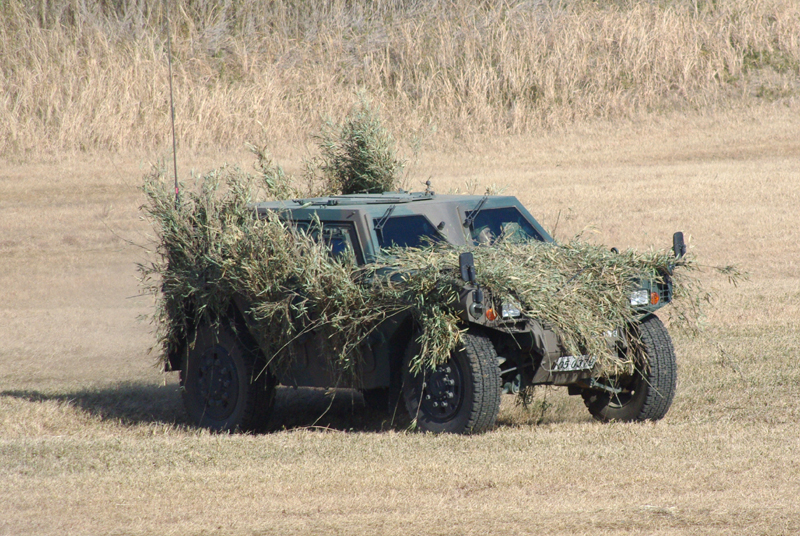
偽裝網

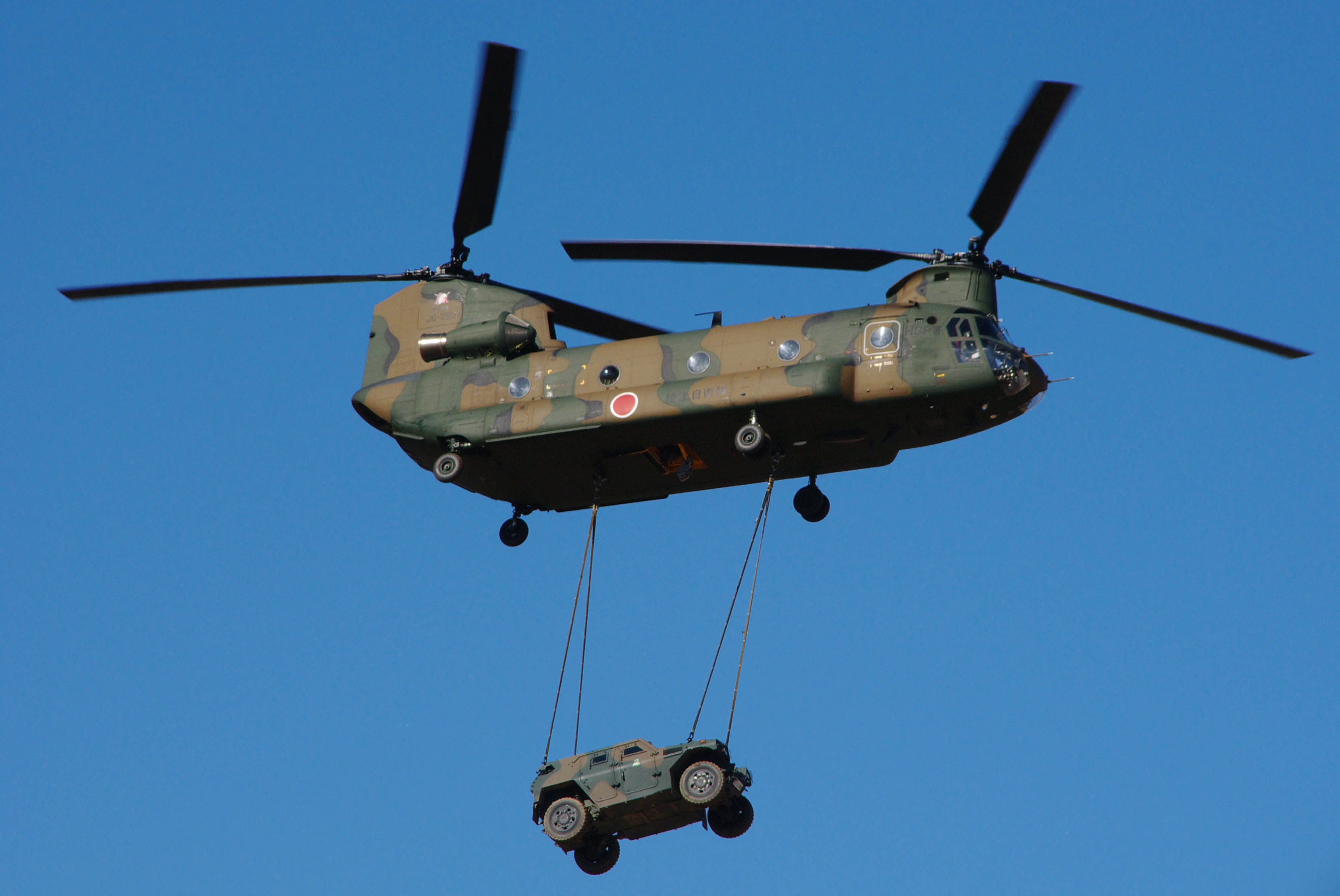
由CH-47輸送

- 價格：約2,625萬日圓（平成17年價格）
- 型式
  - 中隊長指揮用（通訊設備強化）
  - 小隊長指揮用（後側追加煙霧彈）
  - 機槍搭載用（機槍防禦盾）
  - 偵察用（機槍後方的車頂追加置物架）
  - 01式輕型反坦克導彈用（全車頂加開大型天窗）

### 武器

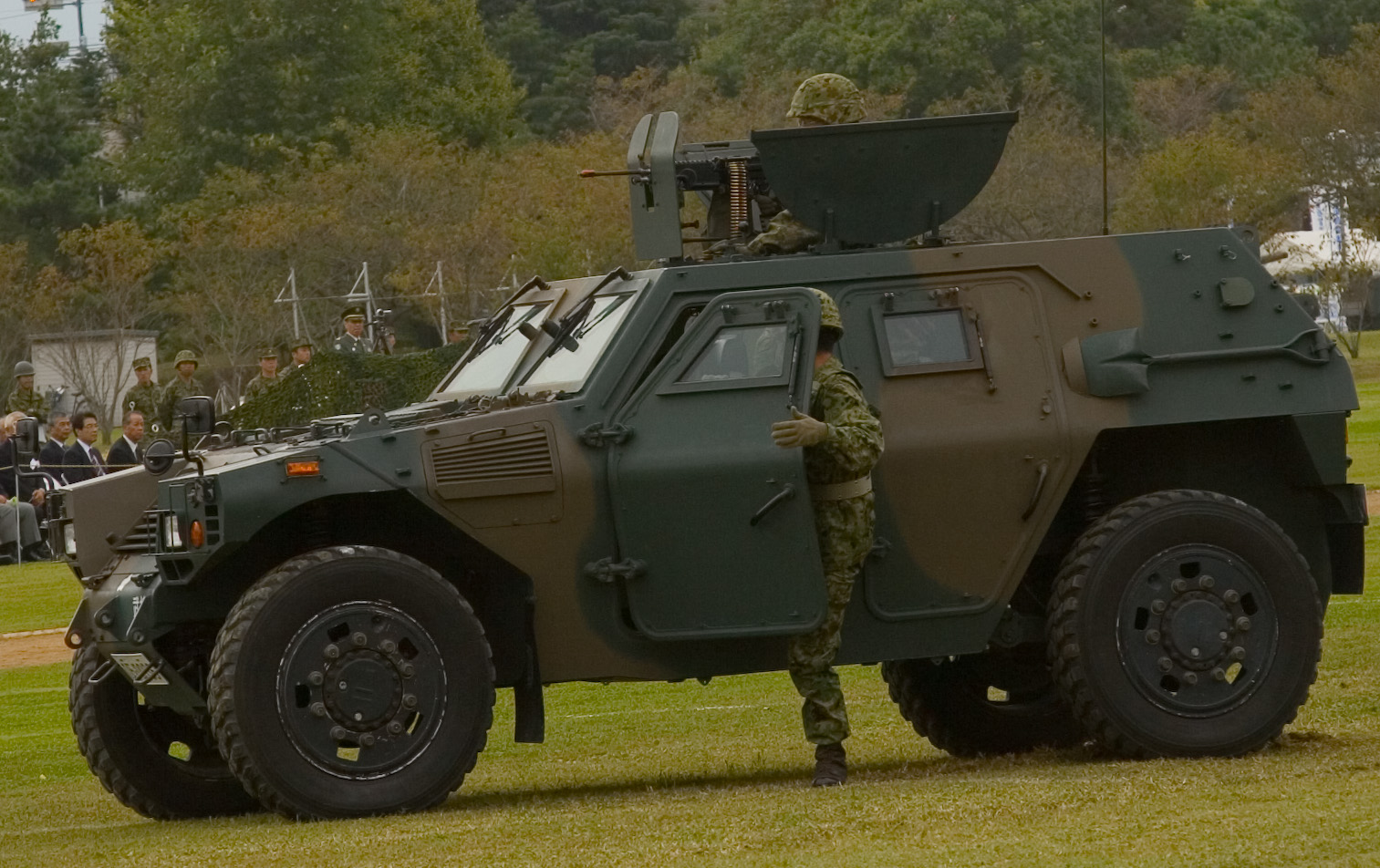
5.56mm機槍搭載型

固定武器並沒有設計在內，但是車上部有全360度迴旋的槍架和槍盾設置。FN Minimi輕機槍或豐和89式5.56毫米突擊步槍都可以用它來射擊。還可以稍微改造後搭載白朗寧M2重機槍。也有01式輕型反坦克導彈（輕MAT）發射型在運用。有些車還裝有4連裝煙霧彈發射機2具。
2006年1月「平成18年度第1空降團空降訓練」中訓練展示有白朗寧M2重機槍裝備的車型（第1空降團訓練展示裝用改裝）2輛發表登場。各地駐屯地創立記念演習上訓練展示也有裝設87式反坦克導彈的車型和84毫米無後座力砲的車型出現。

### 裝甲防護
自衛隊裝甲車輛分類
- 輕裝甲：可防小口徑武器子彈
- 裝甲：可防重機槍子彈

輕裝甲機動車車體全面使用避彈角度的特殊設計形狀。伊拉克派遣時還外加鋼板，警備、維和隊員安全性向上提升不少。後方也有煙霧彈增加生存，天窗周圍還有一圈鋼板讓隊員在道路上遭到埋伏時可以有較低中彈機率，伊拉克派遣部隊的所有車都有此裝備。

### 性能
搭配160HP的柴油引擎及四速自排變速箱，最高時速可達100KM/H

## 採購數量
| 予算計上年度         | 陸上自衛隊 | 航空自衛隊 | 合計    |
| -------------------- | ---------- | ---------- | ------- |
| 平成13年度（2001年） | 102輛      | -          | 102輛   |
| 平成14年度（2002年） | 149輛      | -          | 149輛   |
| 平成15年度（2003年） | 150輛      | 4輛        | 154輛   |
| 平成16年度（2004年） | 157輛      | 8輛        | 165輛   |
| 平成17年度（2005年） | 160輛      | 8輛        | 168輛   |
| 平成18年度（2006年） | 180輛      | 8輛        | 188輛   |
| 平成19年度（2007年） | 173輛      | 8輛        | 181輛   |
| 平成20年度（2008年） | 180輛      | 21輛       | 201輛   |
| 平成21年度（2009年） | 180輛      | 23輛       | 203輛   |
| 平成22年度（2010年） | 93輛       | 26輛       | 119輛   |
| 平成23年度（2011年） | 56輛       | 9輛        | 65輛    |
| 平成24年度（2012年） | 49輛       | 2輛        | 51輛    |
| 平成25年度（2013年） | 44輛+34輛  | 1輛        | 79輛    |
| 平成26年度（2014年） | 30輛+43輛  | 1輛        | 74輛    |
| 平成27年度（2015年） | 0輛+38輛   | 0輛        | 38輛    |
| 平成28年度（2016年） | 0輛        | 0輛        | 0輛     |
| 平成29年度（2017年） | 9輛        | 0輛        | 9輛     |
| 合計                 | 1,835輛    | 119輛      | 1,954輛 |

## 登場作品
- 《戰國自衛隊1549》
- 《戰國自衛隊 關原合戰》
- 《哥吉拉 東京SOS》
- 《軟軟戰車》
- 《數碼寶貝馴獸師》
- 《INNOCENT VENUS》
- 《福音戰士新劇場版》
- 《核爆末世錄》

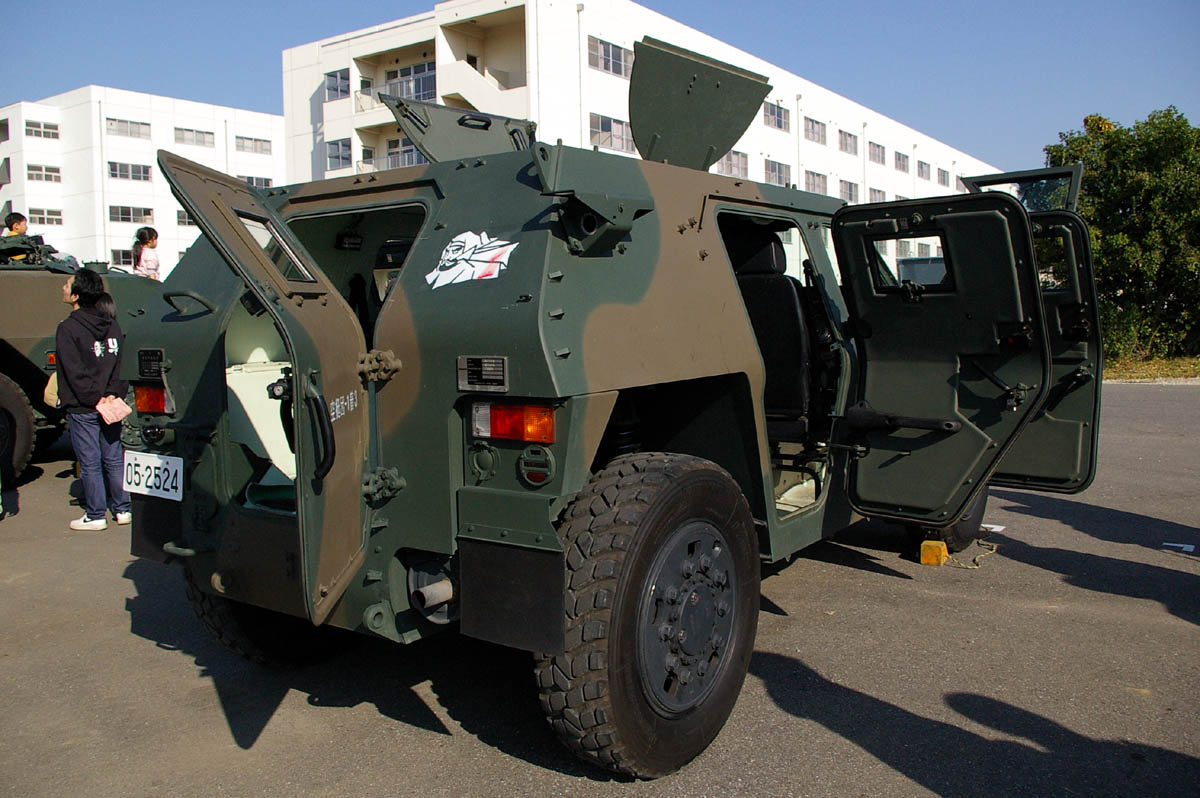
後方車門

- 《萌萌侵略者 OUTBREAK COMPANY》
- 《那夜凌晨，我坐上了旺角開往大埔的紅VAN (電影)》
- 《奇幻自衛隊》

## 相關連結
- 悍馬
- VBL機動車
- 聯合輕型戰術車
- GAZ猛虎車